# Allemans
Allemans é uma comuna francesa na região administrativa da Nova Aquitânia, no departamento Dordonha.